# Содаса
Содаса — індо-скіфський великий сатрап Матхури.